# 선조 기축년사초
선조 기축년사초(宣祖 己丑年史草)는 1589년(己丑) 7∼9월 사이에 작성된 필사자료이다. 2019년 12월 5일 서울특별시의 유형문화재 제456호로 지정되었다.

## 지정 사유
《선조 기축년사초(宣祖己丑年史草)》는 1589년(己丑) 7∼9월 사이에 작성된 필사자료로서, 1책으로 이루어졌다. 수록된 내용은 《선조실록》권23, 선조 22년 7∼9월의 기사와 비교해 볼 때 대체로 일치하며, <선조 기축년사초>에 적힌 내용이 《선조실록》보다 더 자세하고 《선조실록》에서 누락된 날짜의 기록도 많이 포함하고 있다.
현재 개장된 부분의 앞부분에 묵서로 승정원 관원들의 성명을 열거하고 있는데 이를 통해 승정원 주서가 작성한 것인지에 대한 의문이 있으며, 승정원일기의 기재 방식보다는 실록 기재방식과 유사함. 날짜별 배열·글자 수정·문장 삽입 부분 등의 수정 과정을 잘 보여줘 사관들이 작성한 사초를 근거로 별도의 작업을 위해 옮겨 적은 초초(初草) 과정으로 추정된다.
본 대상본은 현 상황에서 명확히 이 자료를 실록의 초초(初草)나 승정원일기의 초책(草冊) 등으로 확정하기에는 어려움이 있지만, 사초(史草)를 토대로 날짜별 기사를 수정 보완해 가는 과정을 잘 담고 있어 조선시대 대표적인 국가기록물인 실록이나 승정원일기의 편찬 과정을 실증할 수 있는 중요한 자료라 할 수 있으므로 서울시 지정문화재로 지정하여 관리가 필요하다고 판단된다.

## 조사 보고서
성균관대학교 소장 《선조 기축년사초(宣祖己丑年史草)》는 조선전기에 작성된 필사자료로서 전체 1책으로 이루어져 있다. 1589년(기축년) 7월에서 9월 사이에 작성된 것으로 수록된 내용은 《선조실록》권23, 선조 22년의 7∼9월의 기사와 비교해 볼 때, 대체로 일치한다. 다만, 《선조 기축년사초》에 적힌 내용이 《선조실록》보다 더 자세하고, 현재 《선조실록》에서 누락된 날짜의 기록도 많이 포함하고 있다.
본 대상본은 자료의 하반부 훼손으로 인해 기사의 내용이 많이 손실되었고 원형을 알기 어렵다. 훼손된 원자료는 현대에 수리되었고, 새로운 표지를 입혀 제책하여 지금의 형태를 갖추고 있다. 현재 개장된 부분의 앞 부분에 묵서로 “都承旨趙仁後左承旨洪仁恕右承旨李裕仁左■…■同副洪汝諄”이라는 승정원 관원들의 성명을 열거하고 있어 이 자료가 승정원 주서가 작성한 것 인지에 대한 의문이 있다. 다만, 승정원일기의 기재방식보다는 실록 기재방식과 유사하여 이 부분에 대해서는 좀 더 심도 있는 검토가 필요하다.
날짜별 배열도 7월 29일 기사 뒤에 7월 28일 기사가 적혀 있고, 이어서 7월 30일 기사가 적혀 있어 이 자료는 사관들이 작성한 사초를 근거로 하여 별도로 옮겨 적은 것으로 보인다. 중간에 글자를 수정하거나 문장을 새로 삽입한 경우도 많이 있어 실록(혹은 승정원일기) 기사의 수정 과정을 잘 보여주고 있다. 이러한 형태의 기록을 실록 편찬 과정에서는 초초(初草)라고 부르기도 한다. 앞서 언급한 바와 같이 《선조실록》에는 누락되어 있는 날짜의 기사들도 자세히 기재되어 있어 해당 내용과 실록 편찬 과정 등을 살펴보는데 유용하다.
《선조 기축년사초》라고 명명된 이 자료는 《선조실록》또는 《승정원일기》의 선조대 기사를 담고 있다. 현 상황에서 명확히 이 자료를 실록의 초초(初草)나 승정원일기의 초책(草冊) 등으로 확정하기에는 어려움이 있지만, 사초(史草)를 토대로 날짜별 기사를 수정 보완해 가는 과정을 잘 담고 있어 조선시대 대표적인 국가기록물인 실록이나 승정원일기의 편찬 과정을 실증할 수 있는 중요한 자료라 할 수 있다.

## 갤러리

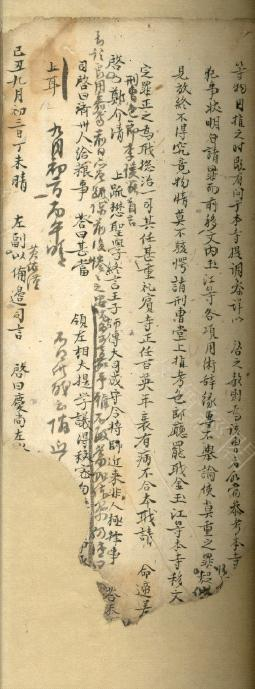
승정원_승지들_성명_기재_부분(우측)
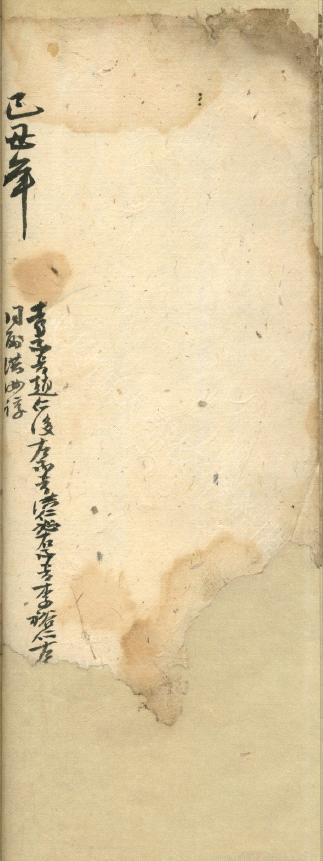
수정_보완_부분

## 참고 문헌
- 선조 기축년사초 - 국가유산청 국가유산포털